# Alejandro Junco de la Vega
Alejandro Junco de la Vega (Monterrey, Nuevo León, México; 28 de agosto de 1948) es un empresario mexicano del periodismo impreso y presidente de Grupo Reforma, que edita, entre otros, los diarios Reforma en la Ciudad de México, El Norte en Monterrey, Nuevo León y Mural en Guadalajara, Jalisco.
Es licenciado en Periodismo (1969) por la Universidad de Texas en Austin. Ocupó puestos en la sala de redacción y en la administración del diario El Norte y en 1970, con ayuda de maestros estadounidenses de periodismo, creó una escuela de periodismo en México para combatir los vicios prevalentes en este oficio. Los cursos de periodismo de El Norte tuvieron éxito en elevar el nivel de los estándares periodísticos de la sala de redacción y fueron pilares para el crecimiento de lo que ahora es el Grupo Reforma[cita requerida]. En 1973 asume la Dirección de El Norte y el rotativo obtiene importantes reconocimientos al mérito periodístico, tanto nacionales como internacionales.
En 1991 obtiene el Premio María Moors Cabot y el 20 de noviembre de 1993, inició en la Ciudad de México el periódico matutino Reforma dirigido a un público mayoritariamente político y empresarial, importante diario de la capital mexicana.
En 1997 funda el diario Palabra en Saltillo, Coahuila y en noviembre de 1998 fundó el periódico Mural, en Guadalajara, Jalisco, el cual es líder en esta ciudad. Al frente de Grupo Reforma —consorcio líder en medios impresos en México, publicando 9 diarios que circulan 1.4 millones de copias diarias[cita requerida]— se fundaron los periódicos Metro, para proveer información a lectores que prefieren el formato tabloide. Actualmente, los diarios Metro se publican en las ciudades de Monterrey, México, Guadalajara, Toluca y Puebla.